# Pterophorus lindneri
Pterophorus lindneri là một loài bướm đêm thuộc họ Pterophoridae. Nó được tìm thấy ở Ethiopia.
The species is shining white, without any dark scales.